# واچوپ، نیو ساوت ولز
واچوپ (به انگلیسی: Wauchope) (/ˈwɔːhoʊp/ ) یک شهرک در استرالیا است که در Port Macquarie-Hastings Council واقع شده‌است.